# CDDB
CDDB (ang. Compact Disc Database) – internetowa baza danych umożliwiająca wyszukiwanie informacji o muzycznych płytach CD. CDDB jest obecnie oprogramowaniem firmy Gracenote Inc. jednak w potocznym rozumieniu terminem tym określa się także inne programy o podobnej zasadzie działania (np. freedb)
Na początku ścieżki audio zapisane na płycie CD nie zawierały informacji o nagraniu. Rozwiązaniem tego problemu było stworzenie bazy danych za pomocą której można było te dane uzyskać. Oprogramowanie klienckie (zazwyczaj odtwarzacze multimedialne lub oprogramowanie do zgrywania ścieżek dźwiękowych) na podstawie czasów i liczbie utworów wylicza sumę kontrolną (ID), według której odbywa się wyszukiwanie w bazie danych. W przypadku odnalezienia pasującego wpisu zwracane są informacje o płycie m.in. artysta, tytuł, lista utworów.